# Трего (переписна місцевість, Вісконсин)
Трего (англ. Trego) — переписна місцевість (CDP) в США, в окрузі Вошберн штату Вісконсин. Населення — 187 осіб (2020).

## Географія
Трего розташоване за координатами 45°54′22″ пн. ш. 91°49′48″ зх. д. / 45.90611° пн. ш. 91.83000° зх. д. (45.906110, -91.830107).  За даними Бюро перепису населення США в 2010 році переписна місцевість мала площу 3,17 км², з яких 2,97 км² — суходіл та 0,20 км² — водойми.

## Демографія
Згідно з переписом 2010 року, у переписній місцевості мешкало 227 осіб у 97 домогосподарствах у складі 65 родин. Густота населення становила 72 особи/км².  Було 178 помешкань (56/км²).
Расовий склад населення:
| - 94,7 % — білих - 3,1 % — корінних американців - 1,3 % — чорних або афроамериканців |

До двох чи більше рас належало 0,9 %. Частка іспаномовних становила 0,0 % від усіх жителів.
За віковим діапазоном населення розподілялося таким чином: 20,7 % — особи молодші 18 років, 61,7 % — особи у віці 18—64 років, 17,6 % — особи у віці 65 років та старші. Медіана віку мешканця становила 46,5 року. На 100 осіб жіночої статі у переписній місцевості припадало 97,4 чоловіків;  на 100 жінок у віці від 18 років та старших — 102,2 чоловіків також старших 18 років.
Середній дохід на одне домашнє господарство  становив 49 604 долари США (медіана — 40 417), а середній дохід на одну сім'ю — 49 293 долари (медіана — 41 250). За межею бідності перебувало 19,1 % осіб, у тому числі 75,0 % дітей у віці до 18 років та 3,8 % осіб у віці 65 років та старших.
Цивільне працевлаштоване населення становило 39 осіб. Основні галузі зайнятості: роздрібна торгівля — 17,9 %, публічна адміністрація — 17,9 %, освіта, охорона здоров'я та соціальна допомога — 15,4 %.